# Cerveza Patagonia
Patagonia es una marca argentina de cerveza perteneciente a Patagonia Brewing Company. La misma apunta al sector de cervezas “premium”, produciendo variedades poco comunes como la Bohemian Pilsener y la Weisse.
Forma parte del grupo Anheuser-Busch InBev (uno de los oligopolios cerveceros a nivel mundial). Empezó como parte de Quilmes, que también es parte del mismo grupo.
Al momento de su creación, la marca salió a la venta con una primera variedad: la Amber Lager. En 2010, además de renovar la imagen publicitaria, Patagonia lanzó dos nuevas variedades: la Bohemian Pilsener y la Weisse. En 2013, se realizó una edición limitada de tres cepas de prueba: la Golden Ale, la Robust Porter y la Rose, buscando resultados de ventas para decidir si alguna de ellas se transformaría en un producto permanente.
La marca lanzó al mercado una cerveza de envase retornable llamada Patagonia Küné, la cual ofrece una variedad de cerveza llamada "Patagonia Pale Ale", una cerveza clara de sabor suave y espuma moderada, la cerveza en cuestión es una típica Pale Ale. 